# Droga magistralna A8 (Łotwa)
Droga magistralna A8 (łot. Autoceļš A8 (Latvija) – łotewska droga magistralna długości 76,10 km. Łączy stolicę kraju, Rygę z granicą łotewsko-litewską, gdzie przechodzi w litewską drogę magistralną A12 w kierunku Szawle.